# Liban Abdi
Liban Abdi (szomáli nyelven Liibaan Cabdi, arabul لبنان عبدي [Líbán Abdi]; Burao, 1988. október 5. –) szomáliai származású norvég állampolgársággal rendelkező labdarúgó, korábban a Ferencváros játékosa.

## Pályafutása
Családja a polgárháború elől menekült Szomáliából Norvégiába, ekkor a kicsi Liban mindössze egy esztendős volt. Édesanyja unszolására kezdett futballozni, többek közt a norvég első osztályban szereplő Vålerenga együttesének korosztályos csapatában is játszott. Itt figyeltek fel rá az angol Sheffield United szakemberei, akik aztán szerződtették is. Az időközben a Premiershipben is feltűnő sheffieldi klub tartalékcsapatában kapott szerepet. 2008 nyarán kölcsönszerződéssel került a Ferencvárosba, ahol támadó szellemű szélső középpályásként játszott.
2010 nyarán kétéves szerződéshosszabbítást írt alá a Ferencvárossal, majd 2012 nyarán, szerződése lejártával a portugál Olhanense csapatához került. Magyarországon 39 élvonalbeli és 14 másodosztályú mérkőzésen összesen 10 gólt szerzett.

## Válogatott
Korábban a norvég utánpótlás-válogatottba is meghívást kapott, de akkor sérülés miatt nem tudta a lehetőséget érvényesíteni. Szülőhazája nemzeti válogatottjába még nem kapott meghívót.

## Külső hivatkozások
- Adatlapja a Ferencvárosi TC hivatalos oldalán
- Adatlapja a HLSZ.hu-n
- Adatlapja az FTC Baráti Kör honlapján
- Statisztikái a LevskiSofia.info Archiválva 2015. február 23-i dátummal a Wayback Machine-ben (angolul)